# Руско-турски рат (1828—1829)
Руско-турски рат вођен је у периоду од 1828. до 1829. године између Русије и Османског царства. Део је Руско-турских ратова, а завршен је победом Русије. Повод за избијање рата јесте мешање Русије у турски рат са Грчком и њено учешће у Наваринској бици након које султан прекида дипломатске односе са Русијом и затвара мореуз Дарданели за пролаз руских бродова.

## Увод
Нови руско-турски рат представља наставак кризе везане за Источно питање која је отпочела Грчким ратом за независност 1821. године. Русија је Турској предала ултиматум (17. март 1826.) због сталног нарушавања ранијих обавеза Османског царства према балканским народима, Влашке, Молдавије и Србије (стечене Букурешким миром из 1812. године). Желећи да добије на времену, Турска је потписала Акерманску конвенцију којом је Русија добила спорне територије око Црног мора, избила на Дунав, добила право слободне пловидбе трговачких бродова по турским водама и протекторат над Молдавијом, Влашком и Србијом. Турска је у сукобу са Грчком позвала у помоћ египатску флоту Ибрахим-паше. Међутим, дана 20. октобра 1827. године османско-египатска флота доживљава пораз у бици код Наварина од стране француско-руско-британске флоте. Након битке код Наварина наступа прекид дипломатских односа између Русије и Османског царства, а султан објављује свети рат. Русија је тада успешно завршила рат са Персијом те се могла упустити у рат са Османским царством.

## Снаге
Турска је била неспремна за рат. Он се водио на Балканском полуострву и Закавказју. Турци су у почетку имали 135.000 људи, а на Црном мору 18 ратних и помоћних бродова. Руска армија Петра Витгенштајна бројала је 90.000 људи и 284 артиљеријског оруђа; на Црном мору 37, у Средоземном 24, а на Дунаву 47 ратних бродова.

## Рат 1828. године
Априла 1828. године Руси прелазе Прут и опкољавају Браилу. Следећег месеца без отпора заузимају Влашку и Молдавију. Форсирали су Дунав са 50.000 људи. Бранило га је 10.000 Турака. Пад Браиле изазвао је предају Мечина, Хиршове, Тулчее и Констанце. Турци су правовремено припремили одбрану Шумле, Силистре и Варне. Руси 30. априла 1828. године заузимају Букурешт. Корпус је затим упућен према Видину и Калафату да заштити руску армију и њену позадину од Турака који су се појавили у Влашкој. Руси пролазе кроз Добруџу и истовремено предузимају опсаду трију тврђава. Развученост снага и избијање епидемија онемогућила је Русима да постигну значајније успехе. Те године су заузели само Варну, а остале опсаде су подигнуте. Више успеха Руси постижу на Кавказу.

## Рат 1829. године
Почетком следеће године је за врховног команданта руских снага на Балкану постављен Иван Дибич Забалкански. Располагао је са око 100.000 људи, 355 пољских и 88 опсадних артиљеријских оруђа. Турци су имали око 150.000 људи. Борбе за Силистру обновљене су у мају. Тврђава је заузета 35 дана након турског пораза у бици код Кулевче. У јулу су руске трупе у две колоне кренуле преко планине Балкана. У јулу и августу, Руси заузимају Бургас, Созопољ, Јамбол, Алтос, Сливен и још нека приморска места. Након пада Једрена (20. августа), руске трупе су се упутиле равно на Цариград. Половином септембра, руске трупе улазе у Софију. На кавкаском фронту Турци су 1829. године прикупили надмоћније снаге, али су 19. јуна тучени код Каинлија, сутрадан код Милидјуза, а Ерзурум је капитулирао 27. јуна.

## Завршетак рата
Реална могућност да Руси заузму Цариград изазвала је интервенцију европских сила. Велика Британија, Аустрија, Француска и Холандија су удруженом флотом извршили на Дарданелима притисак на Русију, а истовремено турског султана наговорили на мир. Он је потписан 14. септембра у Једрену. Одредбама Једренског мира Турска се обавезала да отвори мореузе за трговачке бродове свих земаља с којима није у рату. Русија је добила делту Дунава и црноморску обалу Кавказа. Влашка и Молдавија добиле су унутрашњу аутономију. Грчка је постала независна уз обавезу да Турској исплати ратну одштету.

## Утицај рата на Србију
Шестом тачком Једренског мира Русија је Турској дала ултиматум од месец дана да са највећом тачношћу испуни одредбе Одвојеног акта и пете тачке Акерманске конвенције који су представљали захтеве српског народа. Издати хатишериф Порта је била дужна да службено представи руском двору. Султан је испунио своју обавезу и 18/30. септембра издао Србима први хатишериф. Турска се обавезала да ће поштовати одредбе Букурешког мира из 1812. године. Хатишериф је 11. децембра стигао у Крагујевац, а јануара следеће године прочитан на скупштини у Крагујевцу. Србија је постала руска штићеница. У наредном периоду султан ће Србији издати још два хатишерифа (1830. и 1833) којим ће Србија стећи потпуну аутономију.